# West Miami
West Miami es una ciudad ubicada en el condado de Miami-Dade en el estado estadounidense de Florida. En el Censo de 2010 tenía una población de 5.965 habitantes y una densidad poblacional de 3.248,38 personas por km².

## Geografía
West Miami se encuentra ubicada en las coordenadas 25°45′28″N 80°17′49″O / 25.75778, -80.29694. Según la Oficina del Censo de los Estados Unidos, West Miami tiene una superficie total de 1.84 km², de la cual 1.84 km² corresponden a tierra firme y (0%) 0 km² es agua.

## Demografía
Según el censo de 2010, había 5.965 personas residiendo en West Miami. La densidad de población era de 3.248,38 hab./km². De los 5.965 habitantes, West Miami estaba compuesto por el 95% blancos, el 1.32% eran afroamericanos, el 0.22% eran amerindios, el 0.22% eran asiáticos, el 0% eran isleños del Pacífico, el 1.89% eran de otras razas y el 1.34% pertenecían a dos o más razas. Del total de la población el 90.18% eran hispanos o latinos de cualquier raza.